# Робърт Абаджян
Робърт Александъри Абаджян (на арменски: Ռոբերտ Ալեքսանդրի Աբաջյան; 16 ноември 1996 – 2 април 2016) е арменски младши сержант в армията на Нагорни Карабах. Награден е посмъртно с „Герой на Арцах“, което е най-високото почетно звание на полу-призната НКР.
Сражавал се е в продължение на няколко часа срещу специалните части на азербайджанските въоръжени сили по време на арменско-азербайджанските сблъсъци през 2016 г. в североизточната част на линията на контакт в нощта на 1 срещу 2 април. Тъй като е бил сам и срещу по-голям враг, той изкарва граната и взривява приближаващите азербайджански войници със себе си.
За своите действия, показани по време на защитата на границите на Нагорни Карабах, на 8 май 2016 г., е посмъртно награден с „Герой на Арцах“ и орден „Златен орел“.